# ستيفان مارينوفيتش
ستيفان مارينوفيتش (بالإنجليزية: Stefan Marinovic)‏ هو لاعب كرة قدم نيوزيلندي في مركز حراسة المرمى، ولد في 7 أكتوبر 1991 في أوكلاند في نيوزيلندا. شارك مع منتخب نيوزيلندا تحت 20 سنة لكرة القدم ومنتخب نيوزيلندا لكرة القدم. أما مع النوادي، فقد لعب مع فانكوفر وايتكابس وفيهين فيسبادن ونادي أونترهاخينغ.

## وصلات خارجية
- ستيفان مارينوفيتش على موقع الاتحاد الدولي (مؤرشف)  (الإنجليزية)
- ستيفان مارينوفيتش على موقع الدوري الأمريكي (الإنجليزية)
- ستيفان مارينوفيتش على موقع قاعدة بيانات كرة القدم.إي يو (الإنجليزية)
- ستيفان مارينوفيتش على موقع بيانات كرة القدم. دي إي (الألمانية)
- ستيفان مارينوفيتش على موقع ناشيونال فوتبول تيمز (الإنجليزية)
- ستيفان مارينوفيتش على موقع Soccerbase.com (لاعب) (الإنجليزية)
- ستيفان مارينوفيتش على موقع Soccerway.com (الإنجليزية)
- ستيفان مارينوفيتش على موقع عالم كرة القدم.نت (الإنجليزية)